# Dilsen-Stokkem
Dilsen-Stokkem ist eine belgische Stadt in der Region Flandern mit 21.346 Einwohnern (Stand 1. Januar 2024). Sie grenzt unmittelbar an die Niederlande und liegt am linken Ufer der Maas. Sie entstand aus dem Zusammenschluss der ehemaligen Gemeinden und heutigen Ortsteile Dilsen, Stokkem (deutsch Stockheim), Elen, Lanklaar und Rotem.

## Geschichte
Stokkem war im Mittelalter wichtiger als Dilsen, es gehörte seit vor dem Jahr 1000 zur Grafschaft Loon und war ab 1362 eine der 23 „Guten Städte“ (bonnes villes/Goede Steden) des Hochstifts Lüttich. Der Ort wird erstmals im Jahre 1181 als Stockheim in einer päpstlichen Bulle erwähnt “…Ecclesiam et cellam in Stockheim, mansum in Kessenich”.
Maastricht liegt 19 Kilometer südlich, Hasselt 29 Kilometer südwestlich, Lüttich 45 Kilometer südlich und Brüssel ca. 97 Kilometer westlich.
Die nächsten Autobahnabfahrten befinden sich östlich bei Born und Urmond an der niederländischen A2/E 25 sowie im Süden bei Maasmechelen an der belgischen A2/E 314.
In Genk, Geleen und Maastricht befinden sich die nächsten Regionalbahnhöfe.
Die Flughäfen Maastricht Aachen und Lüttich sind die nächsten Regionalflughäfen; der Flughafen Brüssel-Zaventem in Zaventem bei der Hauptstadt Brüssel ist ein internationaler Flughafen.

## Persönlichkeiten
- Luca Brecel (* 8. März 1995), Snookerspieler